# Кец Карал (Долина Аосте)
Кец Карал је насеље у Италији у округу Долина Аосте, региону Долина Аосте.
Према процени из 2011. у насељу је живело 6 становника. Насеље се налази на надморској висини од 1621 м.